# カナダの都市の一覧

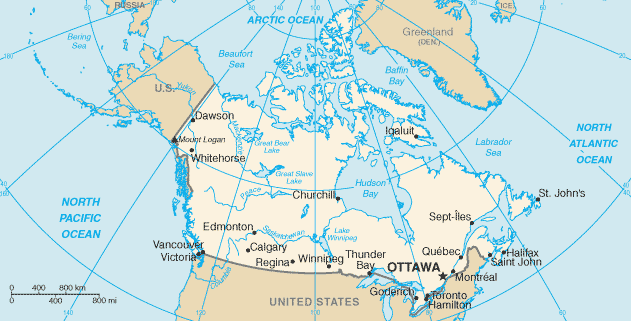
カナダの地図

カナダの都市の一覧。
首都はオタワ。

## 人口上位20都市（2021年）
2021年カナダ国勢調査に基づく順位。太字は州都。
| 順位 | 都市               | 州                         | 人口      |
| ---- | ------------------ | -------------------------- | --------- |
| 1    | トロント           | オンタリオ州               | 2,794,356 |
| 2    | モントリオール     | ケベック州                 | 1,762,949 |
| 3    | カルガリー         | アルバータ州               | 1,306,784 |
| 4    | オタワ             | オンタリオ州               | 1,017,449 |
| 5    | エドモントン       | アルバータ州               | 1,010,899 |
| 6    | ウィニペグ         | マニトバ州                 | 749,607   |
| 7    | ミシサガ           | オンタリオ州               | 717,961   |
| 8    | ヴァンクーヴァー   | ブリティッシュコロンビア州 | 662,248   |
| 9    | ブランプトン       | オンタリオ州               | 656,480   |
| 10   | ハミルトン         | オンタリオ州               | 569,353   |
| 11   | サレー             | ブリティッシュコロンビア州 | 568,322   |
| 12   | ケベック・シティー | ケベック州                 | 549,459   |
| 13   | ハリファックス     | ノバスコシア州             | 439,819   |
| 14   | ラヴァル           | ケベック州                 | 438,366   |
| 15   | ロンドン           | オンタリオ州               | 422,324   |
| 16   | マーカム           | オンタリオ州               | 338,503   |
| 17   | ヴォーン           | オンタリオ州               | 323,103   |
| 18   | ガティノー         | ケベック州                 | 291,041   |
| 19   | サスカトゥーン     | サスカチュワン州           | 266,141   |
| 20   | キッチナー         | オンタリオ州               | 256,885   |

## 各州の都市

### アルバータ州
- ウッドバッファロー
- エドモントン：州都
- カルガリー：最大都市
- ジャスパー
- ドラムヘラー
- バンフ
- メディシンハット
- レスブリッジ
- レッドディア
- ロッキーマウンテンハウス

### オンタリオ州
- アーンプライアー
- ウィットビー
- ウィンザー
- ウェインフリート
- ウエストリンカーン
- ウェランド
- ウォータールー
- ウッドストック
- エイジャックス
- エスパノーラ
- エリオットレイク
- オーウェンサウンド
- オークビル
- オシャワ
- オタワ
- オリリア
- オーロラ
- ガナノクエ
- カレドン
- カワーサレイクス
- キッチナー
- キングストン
- クインテウエスト
- クラリントン
- クラレンス・ロックランド
- グリムスビー
- グレイブンハースト
- ケノーラ
- ゲルフ
- ケンブリッジ
- ゴアベイ
- コクレーン
- ゴドリッチ
- コーンウォール
- サーニア
- サドバリー
- サンダーベイ
- シャンプレイン
- スーセントマリー
- ストラトフォード
- セントキャサリンズ
- セントトーマス
- ソロルド
- ダイサートエタル
- チャタム・ケント
- ディープリバー
- ティミスカミングショアーズ
- ティミンズ
- トロント：州都・最大都市
- ナイアガラフォールズ
- ナイアガラオンザレイク
- ナパニー
- ニューマーケット
- ノースベイ
- ノーフォーク
- パース
- バーリントン
- ハミルトン
- バリー
- バリーサウンド
- ハリバートン
- ハルディマンド
- ハルトンヒルズ
- ハンツビル
- ピーターボロ
- ピカリング
- フォートエリー
- フォートフランシス
- ブラント
- ブラントフォード
- ブランプトン
- プリンスエドワード
- プリンプトン・ワイオミング
- ブレイスブリッジ
- ブロックトン
- ブロックビル
- ペタワワ
- ペトロリア
- ペルハム
- ベルビル
- ペンブルック
- ポートコルボーン
- ヴォーン
- マーカム
- マクドゥーガル
- ミシサガ
- ミルトン
- ミンデンヒルズ
- ムースニー
- ムースファクトリー
- リッチモンドヒル
- リンカーン
- レンフルー
- ローレンシャンヒルズ
- ロンドン

### ケベック州
- ウエストマウント
- ガスペ
- ガティノー
- ケベック・シティー：州都
- コート・サン・リュック
- サグネ
- サンジョルジュ
- サンソヴェール
- サンタガット・デ・モン
- サンタデール
- サン＝ルイ＝デュ＝ア!・ア!
- シェルブルック
- シャウィニガン
- シャルルマーニュ
- タドゥサック
- ドラモンビル
- トロワリヴィエール
- ハンプステッド
- ビクトリアビル
- ブーシャーヴィル
- ブランビル
- ブロサード
- マゴグ
- モンテベロ
- モントランブラン
- モントリオール：最大都市
- ラヴァル
- レヴィ
- ロンゲール

### サスカチュワン州
- サスカトゥーン：最大都市
- トウゴウ
- プリンス・アルバート
- ミカド
- メドウレイク
- レジャイナ：州都

### ニューファンドランド・ラブラドール州
- ガンダー
- コーナーブルック
- セントアンソニー
- セントジョンズ：州都・最大都市
- ネーン
- ホープデイル

### ニューブランズウィック州
- エドモンストン
- セントジョン
- ディエップ
- ハートランド
- バサースト
- フレデリクトン：州都
- モンクトン：最大都市
- ローゼイ

### ノバスコシア州
- アナポリスロイヤル
- シドニー
- パグウォッシュ
- ハリファックス：州都・最大都市
- ルーネンバーグ

### ブリティッシュコロンビア州
- アボッツフォード
- ウィスラー
- ウェストケロウナ
- カムループス
- キャンベルリバー
- クイネル
- ケロウナ
- コキットラム
- スミザーズ
- サレー
- チリワック
- ナナイモ
- ニューウエストミンスター
- ネルソン
- ノースバンクーバー
- ノースバンクーバー
- バーナビー
- バーノン
- バンクーバー：最大都市
- ビクトリア：州都
- ピットメドウズ
- プリンス・ジョージ
- プリンスルパート
- ペンティクトン
- ボウエンアイランド
- ポートコキットラム
- ポートムーディ
- ホワイトロック
- メイプルリッジ
- ラングリー

### プリンスエドワードアイランド州
- サマーサイド
- シャーロットタウン：州都・最大都市

### マニトバ州
- ウィニペグ：州都・最大都市
- チャーチル
- ブランドン

### 北西準州
- イエローナイフ：州都・最大都市
- イヌヴィック
- ヘイリバー

### ユーコン準州
- オールドクロウ
- ドーソン・シティ
- ホワイトホース：州都・最大都市

### ヌナブト準州
- アラート
- イカルイト：州都・最大都市
- グリスフィヨルド
- レゾリュート